# 星野南
星野南（日语：／ Hoshino Minami */?，1998年2月6日—）是日本前偶像藝人，為女子偶像團體乃木坂46前成員，千葉縣千葉市出身。2011年8月以乃木坂46一期生身分出道。2022年2月12日自乃木坂46畢業，並退出演藝圈。

## 經歷
小學1年級時，星野的夢想是經營麵包店。升讀中學後參加了田徑部，夏天時曾經在海邊一天內跑了10公里。當時，並未想到將來想做什麼。
中學時，受朋友影響下，開始喜歡AKB48。之後也在朋友的推薦下，報名參加乃木坂46一期生徵選。
2011年8月21日，通過最終審查正式成為乃木坂46創團成員，徵選時唱的曲目走廊奔跑隊的《青春的旗幟》（青春のフラッグ）。被選為暫定選拔成員，站在後排。當時，未有任何演戲和跳舞的經驗。11月14日，開通了個人的乃木坂46官方博客。
2012年2月22日，以乃木坂46第一張單曲《窗簾圍繞》在樂壇出道。7月1日，初次單獨出演了公益團體AC JAPAN的廣告《美麗的姊姊》。此廣告在廣告雜誌《CM NOW》（2012年12月10日，玄光社）的讀者評選CM大獎中，獲選為新晉藝人部門的第6位，這被同一部門第8位的乃木坂46還要高，CM大獎方面則是第37位，乃社團法人CM中唯一入選前50位的作品。10月10日，獲《CM NOW》（2012年10月10日，玄光社）訪問，並且以內封面的形式全版刊登。
2013年2月5日，星野出演了《會長是女僕大人！》真人版海報，飾演了鮎澤美咲。2013年3月，從中學畢業後，升讀高中。
2018年4月1日，開始在NHK廣播第1頻率的綜藝節目《Radirer! Sunday》擔任單週星期日的常規主持。4月10日，發行個人第一本寫真集《惡作劇》（いたずら），於葡萄牙取景拍攝，以4.2萬銷量取得Oricon公信榜書籍週榜寫真集部門第1位，綜合部門則是第2位。累計發行量達10萬本。同年書籍年榜的寫真集部門則為第9位，累計銷量為6.8萬本。
2021年9月22日，被《週刊文春》報導與富二代親密約會。三日後，星野在官方部落格上謝罪，並宣布不參加於9月22日發行的乃木坂第28張單曲《被你罵了》的相關活動。11月7日，重新開始活動。12月3日，在官方部落格上宣布畢業，同時將退出演藝圈。
2022年2月12日，在東京國際論壇A廳舉行畢業典禮，正式從乃木坂46畢業，並從演藝圈引退。2月20日深夜播出的《乃木坂工事中》後，星野作為乃木坂46成員的活動也全部結束。3月31日，星野位於乃木坂46內的部落格正式關閉。

## 人物
星野的暱稱是Minami（みなみ），中元日芽香也稱她為Hoshimina（ほしみな）。星野南是她的原名，名稱中的「南」來自於漫畫《TOUCH》的女主角淺倉南。有著妹妹一樣的撒嬌聲線，賣點是額頭。有一妹。

### 嗜好
星野愛吃麵包和愛喝濃湯，喜愛的學科是數學，動物則是貴婦犬。她在櫸坂46中喜歡長濱禰留，最喜歡的偶像是SKE48成員木本花音，以大島優子為目標。電影方面，她希望能夠聲演只需要吠叫的動物角色。在加入乃木坂46以前，就喜歡AKB48，憧憬的AKB48成員是渡邊麻友。

### 興趣
星野的興趣是購物。

### 特長
星野擅長跑步和心算。另外，她在小學時便學習算盤和書法，為書道6段。她也擅長製作蛋包飯和咖哩飯。另外，她也會整蛋糕、煮物和梳士巴利漢堡扒。

### 個性及和成員之間關係
星野由於曾經拒絕參與懲罰遊戲和省電，因此她在乃木坂46第7張單曲《髮夾》跌出選拔時也不感到驚訝。節目的問卷調查也經常欠交，官方博客的更新頻率也相當低。名言是不想做啊（やりたくな〜い）。
星野與堀未央奈、齋藤飛鳥、樋口日奈和和田真彩關係要好，她與齋藤飛鳥被支持者並稱為AshuMina（あしゅみな）。她也喜歡川後陽菜和安藤美雲。乃木坂46中想支持的成員是井上小百合，尊敬的是櫻井玲香。

## 音樂作品
- 標註「★」符號表示該首歌曲有拍攝MV。

### 單曲
乃木坂46
|      | 發行日期       | 單曲名稱              | 參與歌曲名稱           | MV | 備註                     |
| ---- | -------------- | --------------------- | ---------------------- | -- | ------------------------ |
| 01st | 2012年02月22日 | 窗簾圍繞              | 窗簾圍繞               | ★  | 出道作品 七福神          |
| 01st | 2012年02月22日 | 窗簾圍繞              | 可能想見你             | ★  |                          |
| 01st | 2012年02月22日 | 窗簾圍繞              | 不想失去               | ★  |                          |
| 01st | 2012年02月22日 | 窗簾圍繞              | 乘著白雲               |    |                          |
| 01st | 2012年02月22日 | 窗簾圍繞              | 乃木坂之詩             | ★  |                          |
| 02nd | 2012年05月02日 | 來吧Shampoo！         | 來吧Shampoo！          | ★  | 選拔                     |
| 02nd | 2012年05月02日 | 來吧Shampoo！         | 心之靈藥               |    |                          |
| 02nd | 2012年05月02日 | 來吧Shampoo！         | HOUSE!                 |    |                          |
| 03rd | 2012年08月22日 | 奔馳吧！Bicycle       | 奔馳吧!Bicycle         | ★  | 七福神                   |
| 03rd | 2012年08月22日 | 奔馳吧！Bicycle       | 人為什麼奔跑？         | ★  |                          |
| 03rd | 2012年08月22日 | 奔馳吧！Bicycle       | 沉默的吉他             | ★  |                          |
| 04th | 2012年12月19日 | 制服模特兒            | 制服模特兒             | ★  | 八福神                   |
| 04th | 2012年12月19日 | 制服模特兒            | 指望遠鏡               | ★  |                          |
| 04th | 2012年12月19日 | 制服模特兒            | 不在這兒的某處         | ★  |                          |
| 05th | 2013年03月13日 | 你就是希望            | 你就是希望             | ★  | 八福神                   |
| 05th | 2013年03月13日 | 你就是希望            | 乾脆一點               | ★  | Center                   |
| 05th | 2013年03月13日 | 你就是希望            | 浪漫墨魚燒             |    |                          |
| 06th | 2013年07月03日 | Girls' Rule           | Girls' Rule            | ★  | 選拔                     |
| 06th | 2013年07月03日 | Girls' Rule           | 世界上最孤獨的Lover    | ★  |                          |
| 06th | 2013年07月03日 | Girls' Rule           | 人們的樂器             |    |                          |
| 07th | 2013年11月27日 | 髮夾                  | 初戀的人在現在         | ★  | Center                   |
| 07th | 2013年11月27日 | 髮夾                  | 如此的笨蛋・・・       | ★  |                          |
| 08th | 2014年04月02日 | 察覺時已是單戀        | 當出生時               | ★  |                          |
| 08th | 2014年04月02日 | 察覺時已是單戀        | 呼吸的方法             |    |                          |
| 09th | 2014年07月09日 | 夏天的Free&Easy       | 夏天的Free&Easy        | ★  | 選拔                     |
| 09th | 2014年07月09日 | 夏天的Free&Easy       | 無能為力地待在你身邊   |    |                          |
| 09th | 2014年07月09日 | 夏天的Free&Easy       | 不說話的獅子           | ★  |                          |
| 10th | 2014年10月08日 | 第幾次的藍天？        | 第幾次的藍天？         | ★  | 選拔                     |
| 10th | 2014年10月08日 | 第幾次的藍天？        | 敲響倒下的鐘           | ★  |                          |
| 10th | 2014年10月08日 | 第幾次的藍天？        | 我起來                 | ★  |                          |
| 11th | 2015年03月18日 | 生命如此美好          | 生命如此美好           | ★  | 選拔                     |
| 11th | 2015年03月18日 | 生命如此美好          | 事先預知的浪漫         | ★  | 與齋藤飛鳥共同擔任Center |
| 12th | 2015年07月22日 | 太陽敲敲門            | 太陽敲敲門             | ★  | 選拔                     |
| 12th | 2015年07月22日 | 太陽敲敲門            | 脫下制服說再見         |    | 與齋藤飛鳥合唱           |
| 12th | 2015年07月22日 | 太陽敲敲門            | 羽毛的記憶             | ★  |                          |
| 13th | 2015年10月28日 | 此刻，想說話的對象    | 此刻，想說話的對象     | ★  | 十福神                   |
| 13th | 2015年10月28日 | 此刻，想說話的對象    | POPIPAPAPA             | ★  |                          |
| 13th | 2015年10月28日 | 此刻，想說話的對象    | 忘卻悲傷的方法         | ★  |                          |
| 14th | 2016年03月23日 | 當春紫苑盛開時        | 當春紫苑盛開時         | ★  | 十福神                   |
| 14th | 2016年03月23日 | 當春紫苑盛開時        | 憂鬱與泡泡糖           |    | Center                   |
| 15th | 2016年07月27日 | 赤腳Summer            | 赤腳Summer             | ★  | 選拔                     |
| 15th | 2016年07月27日 | 赤腳Summer            | 專屬光芒               |    |                          |
| 16th | 2016年11月09日 | 再見的意義            | 再見的意義             | ★  | 選拔                     |
| 16th | 2016年11月09日 | 再見的意義            | 孤獨的藍天             |    |                          |
| 17th | 2017年03月22日 | 大影響家              | 大影響家               | ★  | 選拔                     |
| 17th | 2017年03月22日 | 大影響家              | 坦率的故事             |    | 滿天星                   |
| 18th | 2017年08月09日 | 蜃景                  | 蜃景                   | ★  | 十二福神                 |
| 18th | 2017年08月09日 | 蜃景                  | 女人無法獨自入眠       | ★  |                          |
| 18th | 2017年08月09日 | 蜃景                  | 漫長夏日…              |    |                          |
| 18th | 2017年08月09日 | 蜃景                  | 能盡情哭泣不是很好嗎？ |    |                          |
| 19th | 2017年10月11日 | 及時行事              | 及時行事               | ★  | 選拔                     |
| 19th | 2017年10月11日 | 及時行事              | 失眠症                 |    |                          |
| 20th | 2018年04月25日 | 同步巧合              | 同步巧合               | ★  | 選拔                     |
| 20th | 2018年04月25日 | 同步巧合              | Against                | ★  |                          |
| 21st | 2018年08月08日 | 以自我為中心！        | 以自我為中心！         | ★  | 選拔                     |
| 21st | 2018年08月08日 | 以自我為中心！        | 空扉                   |    |                          |
| 21st | 2018年08月08日 | 以自我為中心！        | 我喜歡過你，但是…      |    |                          |
| 22nd | 2018年11月14日 | 想繞遠路回家          | 想繞遠路回家           | ★  | 十四福神                 |
| 22nd | 2018年11月14日 | 想繞遠路回家          | 不成眠的商隊           | ★  |                          |
| 22nd | 2018年11月14日 | 想繞遠路回家          | 想知道的事             |    |                          |
| 23rd | 2019年05月29日 | Sing Out!             | Sing Out!              | ★  | 十四福神                 |
| 23rd | 2019年05月29日 | Sing Out!             | Am I Loving            | ★  |                          |
| 24th | 2019年09月04日 | 黎明來臨前無須逞強    | 黎明來臨前無須逞強     | ★  | 選拔                     |
| 24th | 2019年09月04日 | 黎明來臨前無須逞強    | 你，認識我嗎？         |    |                          |
| 24th | 2019年09月04日 | 黎明來臨前無須逞強    | 我的信念               |    |                          |
| 25th | 2020年03月25日 | 幸福的保護色          | 幸福的保護色           | ★  | 十一福神                 |
| 26th | 2021年01月27日 | 我會喜歡上自己的      | 我會喜歡上自己的       | ★  | 選拔                     |
| 26th | 2021年01月27日 | 我會喜歡上自己的      | 有明天的理由           |    |                          |
| 26th | 2021年01月27日 | 我會喜歡上自己的      | Wilderness world       | ★  |                          |
| 27th | 2021年06月9日  | 對不起Fingers crossed | 對不起Fingers crossed  | ★  | 十二福神                 |
| 27th | 2021年06月9日  | 對不起Fingers crossed | 一切都是一場夢         | ★  |                          |
| 28th | 2021年09月22日 | 被你罵了              | 被你罵了               | ★  | 十二福神                 |
| 28th | 2021年09月22日 | 被你罵了              | 熟悉的陌生人           |    |                          |

1. ↑  站位依據官方MV及演唱會正式呈現為參考依據
2. 1 2  收錄於單獨發行的MV合集《ALL MV COLLECTION～當時的少女們～》

其他
| 發行日期                                    | 單曲名稱       | 參與歌曲名稱    | MV | 備註         |
| ------------------------------------------- | -------------- | --------------- | -- | ------------ |
| 2012年07月25日                              | 大人彩色糖     | 不再綁雙馬尾    | ★  | 麻友坂46     |
| 2017年03月015日                             | Shoot Sign     | 你最愛的 是誰？ | ★  | 坂道AKB      |
| 2020年6月17日（日本） 2020年6月24日（海外） | 世界中的鄰居啊 | —               | ★  | 下載限定歌曲 |
| 2020年7月24日                               | Route 246      | —               | ★  | 下載限定歌曲 |

### 專輯
乃木坂46
|         | 發行日期        | 專輯名稱         | 參與歌曲名稱     | 備註   |
| ------- | --------------- | ---------------- | ---------------- | ------ |
| 01st    | 2015年01月07日  | 透明色           | 我所在的地方     |        |
| 01st    | 2015年01月07日  | 透明色           | 謎樣塗鴉         |        |
| 02nd    | 2016年05月25日  | 屬於我們的位子   | 契機             |        |
| 02nd    | 2016年05月25日  | 屬於我們的位子   | 太陽的誘惑       |        |
| 02nd    | 2016年05月25日  | 屬於我們的位子   | Threefold choice |        |
| 03rd    | 2017年05月24日  | 最初的夢想       | 跳傘             |        |
| 03rd    | 2017年05月24日  | 最初的夢想       | 指定溫度         |        |
| 03rd    | 2017年05月24日  | 最初的夢想       | 消失的滿月       |        |
| 04rd    | 2019年04月17日  | 直到此刻化成回憶 | 毫無特色的戀愛   |        |
| 04rd    | 2019年04月17日  | 直到此刻化成回憶 | 即刻〜殘美傳説〜 |        |
| 0精選輯 | 2021年012月15日 | Time flies       | 最後的Tight Hug  | 主打曲 |
| 0精選輯 | 2021年012月15日 | Time flies       | Hard to say      |        |

## 演出

### 電視劇
- 欺詐偶像（2012年1月14日－4月7日，東京電視台）：飾演 星野南[58]
- 初森BEMARS 最終話（2015年9月26日，東京電視台）：飾演 赤塚（アカツカ）[59]
- 我，與書本去旅行（日语：あたし、本と旅する）（2015年12月1日－2016年2月，100% HITS! SPACE SHOWER TV Plus（日语：100%ヒッツ!スペースシャワーTVプラス））：飾演 Minami（主演）[60]
- 少女看到的夢（日语：少女のみる夢）（2016年7月4日，朝日電視台）：飾演 黑崎沙良（主演）[注 3][61]
- 步向大人的警鐘（2016年6月9日，NHK教育頻道）：飾演 綾花[62]
- 殘美（2019年1月24日－3月28日，日本電視台）：飾演 秋吉凜[63]

### 電視節目
- 乃木坂46 星野南專輯 ～書本與少女～（2015年12月19日，100% HITS! SPACE SHOWER TV Plus）[64]
- 舞台劇 澤部爸爸和心配醬（2017年5月21日，朝日電視台）：飾演 謎之少女Ure[65]

### 舞台劇
- 女子落語（2015年6月18日、20日－21日、23日、27日，東京AiiA劇場（日语：アイアシアタートーキョー））：飾演 波浪浮亭木胡桃[66][67]

### 電台節目
- Radirer! Sunday（日语：らじらー!）（2018年4月15日－2022年1月30日，NHK廣播第1頻率）- 單週星期日常規主持[注 4][68][69]

### 廣告
- 美麗的姊姊（2012年7月1日－，AC JAPAN（日语：ACジャパン））[14]

### 海報
- 會長是女僕大人！（2013年2月5日，白泉社）：飾演 鮎澤美咲[18]

## 書籍

### 寫真集
- 季刊 乃木坂 vol.2 初夏（2014年6月12日，東京新聞通信社）[70]
- 惡作劇（いたずら；2018年4月10日，白夜書房（日语：白夜書房））[71][72]

### 雜誌連載
- LOVE berry（日语：ラブベリー）（2016年1月10日，德間書店）- 模特兒[73]

## 外部連結
- 乃木坂46個人介紹頁（日語）
- 星野南 官方部落格 - 乃木坂46官方網站（2011年11月14日－2022年3月31日）（日語）
- 星野南 官方755 （页面存档备份，存于）（日語）
- 星野南1st寫真集《惡作劇》【公式】的X（前Twitter）（日語）
- 星野南1st寫真集《惡作劇》【公式】的Instagram帳戶（日語）
- 星野 南（乃木坂46）的SHOWROOM專頁（页面存档备份，存于）（日語）